# Epicypta tristis
Epicypta tristis är en tvåvingeart som beskrevs av Lane 1948. Epicypta tristis ingår i släktet Epicypta och familjen svampmyggor. Inga underarter finns listade i Catalogue of Life.